# Grande Prêmio Presidente Emílio Médici
O Grande Prêmio Presidente Emílio Médici foi uma corrida de Fórmula 1 realizada em Brasília, no Distrito Federal, no dia 3 de fevereiro de 1974. A corrida foi uma das três realizadas naquele ano que não valiam pontos para a temporada regular da competição, tendo sido feita para inaugurar o Autódromo de Brasília - mais tarde renomeado para Autódromo Internacional Nelson Piquet. 
O argentino Carlos Reutemann se classificou na pole e o brasileiro Emerson Fittipaldi fez a volta mais rápida e venceu. Essa foi a única edição do Grande Prêmio, e também a única vez que a capital brasileira recebeu uma corrida da Fórmula 1.

## Antecedentes

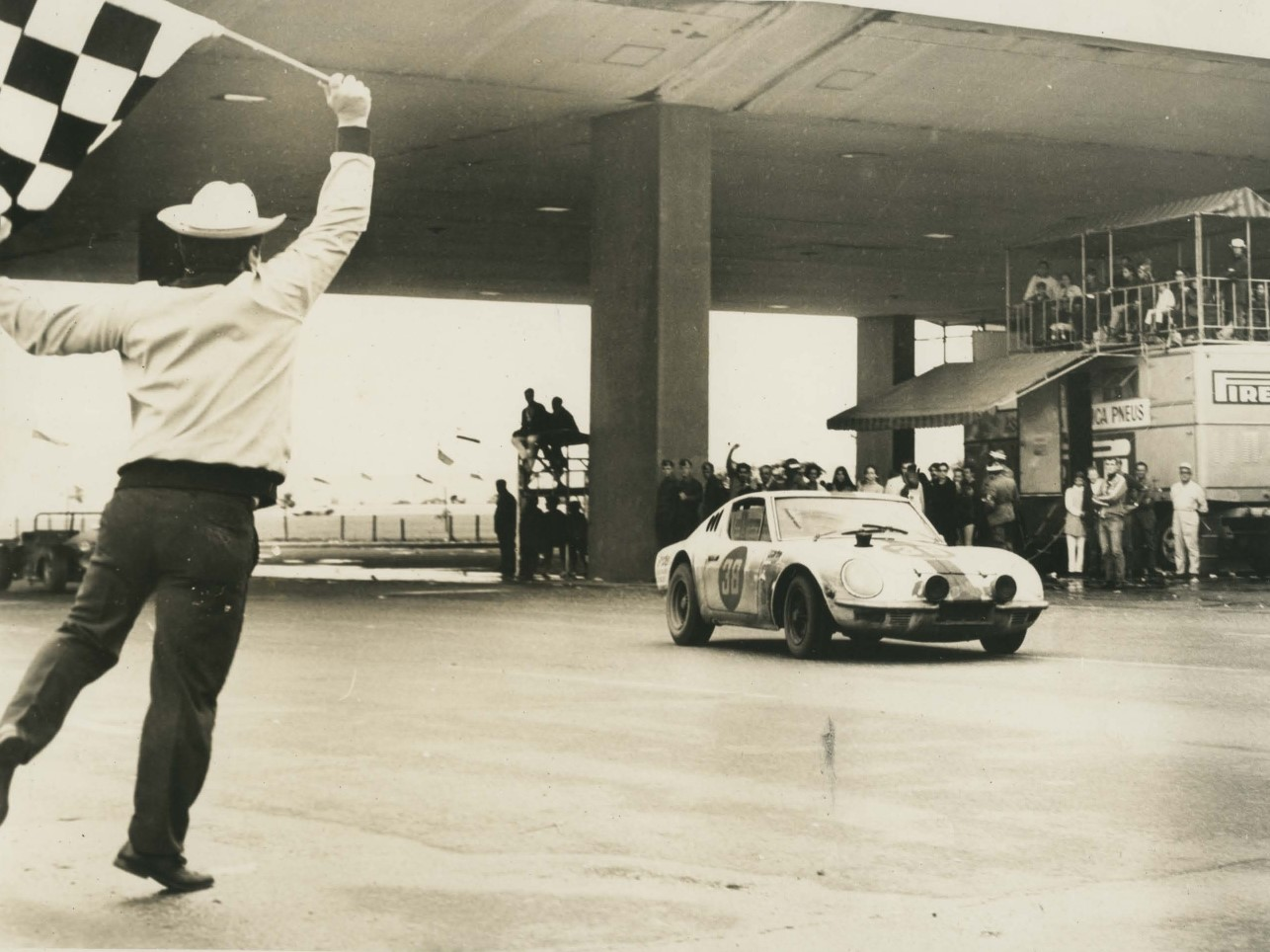
A corrida inaugural de Brasília em 1960. A cidade já tinha uma tradição automobilística, e receberia a Fórmula 1 na inauguração de seu autódromo.

A construção do autódromo foram iniciadas no período do Milagre Econômico do Regime Militar Brasileiro, que incentivava grande obras para demonstrar os avanços do Brasil. A capital federal, que, mesmo jovem, já tinha tradição automobilística, e era mais uma cidade a ganhar um autódromo após mais de dez anos de corridas de rua devido a falta de um circuito adequado. 
Uma semana antes da inauguração da pista, o Grande Prêmio do Brasil de 1974 tinha sido disputado no Autódromo de Interlagos, em São Paulo. A maior parte das equipes ficou para disputar a segunda prova em solo brasileiro. Não foram a Brasília a Scuderia Ferrari e o Team Lotus.

## Qualificação

Wilson Fittipaldi Júnior não estava correndo na temporada de Fórmula 1, mas participou da corrida em Brasília.

O traçado da nova pista tinha 5.475 metros e doze curvas, todas de média e alta velocidade, e foi bastante elogiado pelos pilotos. Na classificação, o argentino Carlos Reutemann ficou com a pole position, seguindo de perto pelo brasileiro Emerson Fittipaldi, apenas nove segundos atrás dele. A segunda fila foi composta pelo sul-africano Jody Scheckter e pelo também brasileiro José Carlos Pace. Além de Fittipaldi e Pace, havia um terceiro brasileiro: o irmão de Emerson, Wilson Fittipaldi Júnior também correu - ele não estava na temporada de 1974, e usou a corrida para testes, com o objetivo de lançar sua própria equipe no futuro.

### Resultados da classificação
| Pos. | Não. | Motorista            | Construtor              | Carro           | Volta    | Dif.  |
| ---- | ---- | -------------------- | ----------------------- | --------------- | -------- | ----- |
| 1    | 7    | Carlos Reutemann     | Brabham - Cosworth      | Brabham BT44    | 1: 51.18 | +0,00 |
| 2    | 5    | Emerson Fittipaldi   | McLaren - Cosworth      | McLaren M23     | 1: 51,27 | +0,09 |
| 3    | 3    | Jody Scheckter       | Tyrrell - Cosworth      | Tyrrell 006     | 1: 51,40 | +0,13 |
| 4    | 18   | Carlos Pace          | Surtees - Cosworth      | Surtees TS16    | 1: 51,40 | +0,00 |
| 5    | 20   | Arturo Merzario      | Iso-Marlboro - Cosworth | Iso-Marlboro FW | 1: 53,43 | +2,03 |
| 6    | 14   | Jean-Pierre Beltoise | BRM                     | BRM P160        | 1: 54,44 | +1,01 |
| 7    | 8    | Wilson Fittipaldi    | Brabham - Cosworth      | Brabham BT44    | 1: 54,62 | +0,18 |
| 8    | 19   | Jochen Mass          | Surtees - Cosworth      | Surtees TS16    | 1: 55,53 | +0,91 |
| 9    | 15   | Henri Pescarolo      | BRM                     | BRM P160        | 1: 55,88 | +0,35 |
| 10   | 10   | Howden Ganley        | March - Cosworth        | March 741       | 1: 57,61 | +1,73 |
| 11   | 9    | Hans-Joachim Stuck   | March - Cosworth        | March 741       | 1: 58.10 | +0,49 |
| 12   | 24   | James Hunt           | March - Cosworth        | March731G       | 2: 04.95 | +6,85 |

## O dia da prova
Os portões abriram ao público as 7h30 da manhã do dia 3 de fevereiro de 1974, um domingo. Mais de cem mil pessoas eram esperadas pela organização para uma grande festa de abertura do circuito, que incluía uma solenidade, uma apresentação da Esquadrilha da Fumaça e a entrega da medalha da solidariedade ao piloto inglês David Purley, que cerca de um ano antes havia tentado salvar, sem sucesso, o compatriota Roger Williamson de um acidente, numa imagem que correu o mundo.
Uma história curiosa do Grande Prêmio é que o futuro tricampeão da Fórmula 1, Nelson Piquet, trabalhou nos boxes da Brabham para conseguir dinheiro e também conhecer o ambiente da categoria. Em 1981, Carlos Reutemann, após perder o título para Piquet por um ponto, comentou que perdeu "para o garoto que um dia limpou as rodas do meu carro". Além de ter eternizado seu nome nas competições a motor, Nelson Piquet também se tornou, em 1996, arrendatário do autódromo da capital, que foi renomeado com seu nome.

## A corrida
O Grande Prêmio teve quarenta voltas disputadas, iniciadas às 11h30. Reutemann segurou a liderança após a largada, mas foi seguido de perto por Emerson Fittipaldi. O italiano Arturo Merzario ultrapassou Scheckter e Pace e segurou a posição até a terceira volta, deixando os dois primeiros colocados livres por algum tempo. Ele acabou ultrapassado por Scheckter, que começou a se aproximar de Fittipaldi, obrigando o brasileiro a ir pra cima de Reutemann. A ultrapassagem aconteceu na sexta volta e Fittipaldi não deixou mais a liderança, tendo vencido a segunda corrida seguida - ele também havia ganhado o GP do Brasil na semana anterior. Já Reutemann começou a ter problemas com o motor, e Scheckter o ultrapassou também. O argentino acabou abandonando na 11ª volta. 

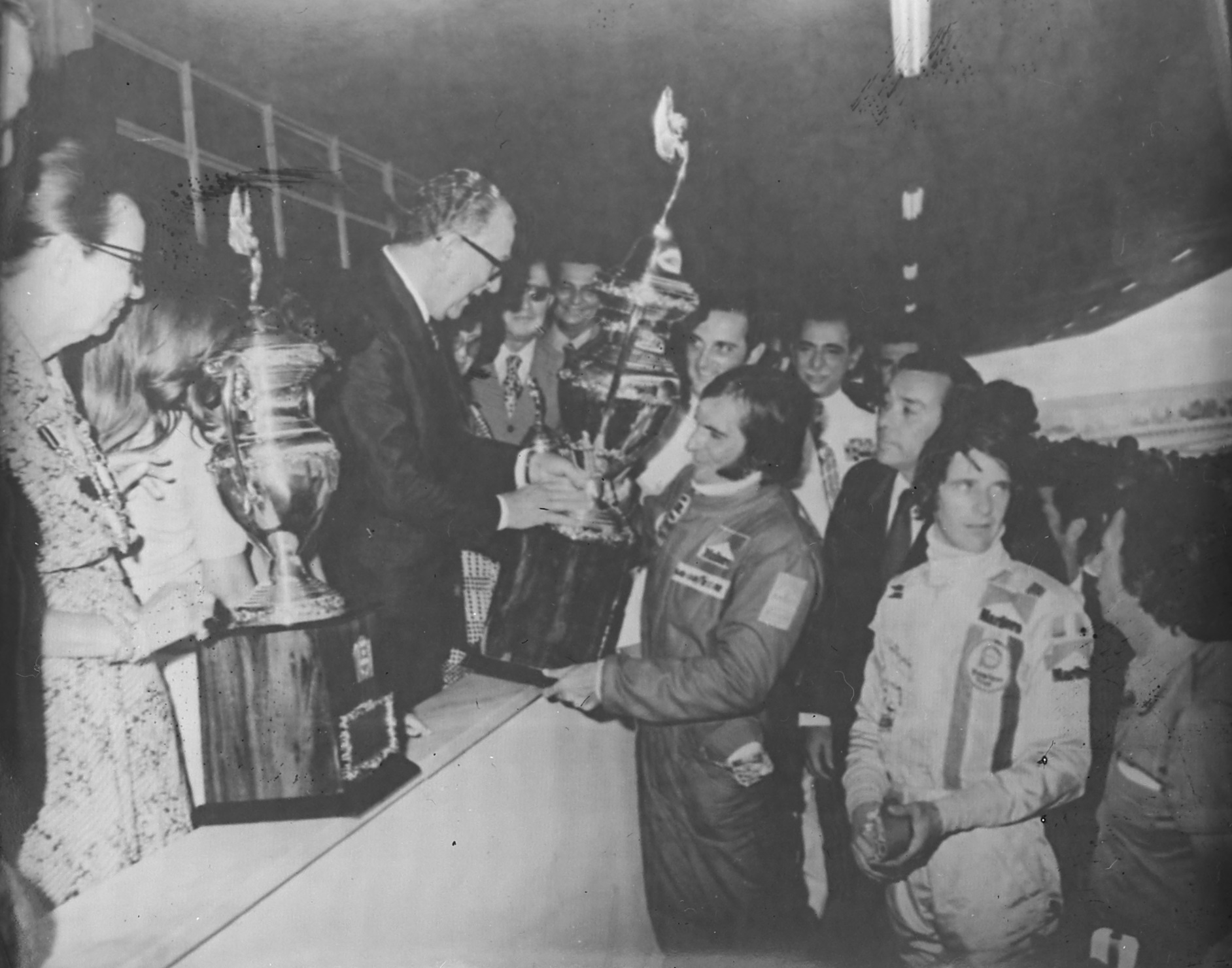
Emerson Fittipaldi recebendo do presidente Médici o troféu de primeiro lugar.

Fora do pelotão da frente, o irmão de Emerson, Wilson, fez uma corrida de recuperação, chegando ao final em quinto. O outro brasileiro, José Carlos Pace, acabou tendo problemas e perdeu várias voltas, tendo completado apenas 35, uma a mais que o alemão Hans-Joachim Stuck, que teve problemas no motor. No fim, além do trio que foi ao pódio, Emerson, Scheckter e Merzario, outros cinco pilotos terminaram as quarenta voltas: o alemão Jochen Mass, Wilson Fittipaldi Júnior, o neozelandês Howden Ganley e os franceses Henri Pescarolo e Jean-Pierre Beltoise. Além de Reutemann e Stuck, James Hunt, citado pela edição do Correio Braziliense do dia da prova como uma nova promessa da categoria - deixou a corrida, ainda na primeira volta.
O troféu foi dado para Emerson Fittipaldi pelo presidente Emílio Médici, que estava assistindo a prova com seu nome.
A corrida inaugural foi a única corrida das categorias de topo dos esportes a motor realizados no autódromo de Brasília. Provas da MotoGP, em 2014, e da Fórmula Indy, em 2015, seriam realizadas, mas acabaram canceladas.

### Resultado da corrida
| Pos | N. | Piloto               | Construtor              | Tempo / Voltas                  | Grid |
| --- | -- | -------------------- | ----------------------- | ------------------------------- | ---- |
| 1   | 5  | Emerson Fittipaldi   | McLaren - Cosworth      | 1: 15: 22.75, 174.26 km / h     | 2    |
| 2   | 3  | Jody Scheckter       | Tyrrell - Cosworth      | +0: 12,40                       | 3    |
| 3   | 20 | Arturo Merzario      | Iso-Marlboro - Cosworth | +0: 27.10                       | 5    |
| 4   | 19 | Jochen Mass          | Surtees - Cosworth      | +1: 38,84                       | 8    |
| 5   | 8  | Wilson Fittipaldi    | Brabham - Cosworth      | 39 voltas                       | 7    |
| 6   | 10 | Howden Ganley        | March - Cosworth        | 39 voltas                       | 10   |
| 7   | 15 | Henri Pescarolo      | BRM                     | 39 voltas                       | 9    |
| 8   | 14 | Jean-Pierre Beltoise | BRM                     | 38 voltas                       | 6    |
| 9   | 18 | Carlos Pace          | Surtees - Cosworth      | 35 voltas                       | 4    |
| 10  | 9  | Hans-Joachim Stuck   | March - Cosworth        | 34 voltas / Motor               | 11   |
| Ret | 7  | Carlos Reutemann     | Brabham - Cosworth      | 12 voltas / pistão furado       | 1    |
| Ret | 24 | James Hunt           | March - Cosworth        | 1 volta / ligação de engrenagem | 12   |